# 黒体放射

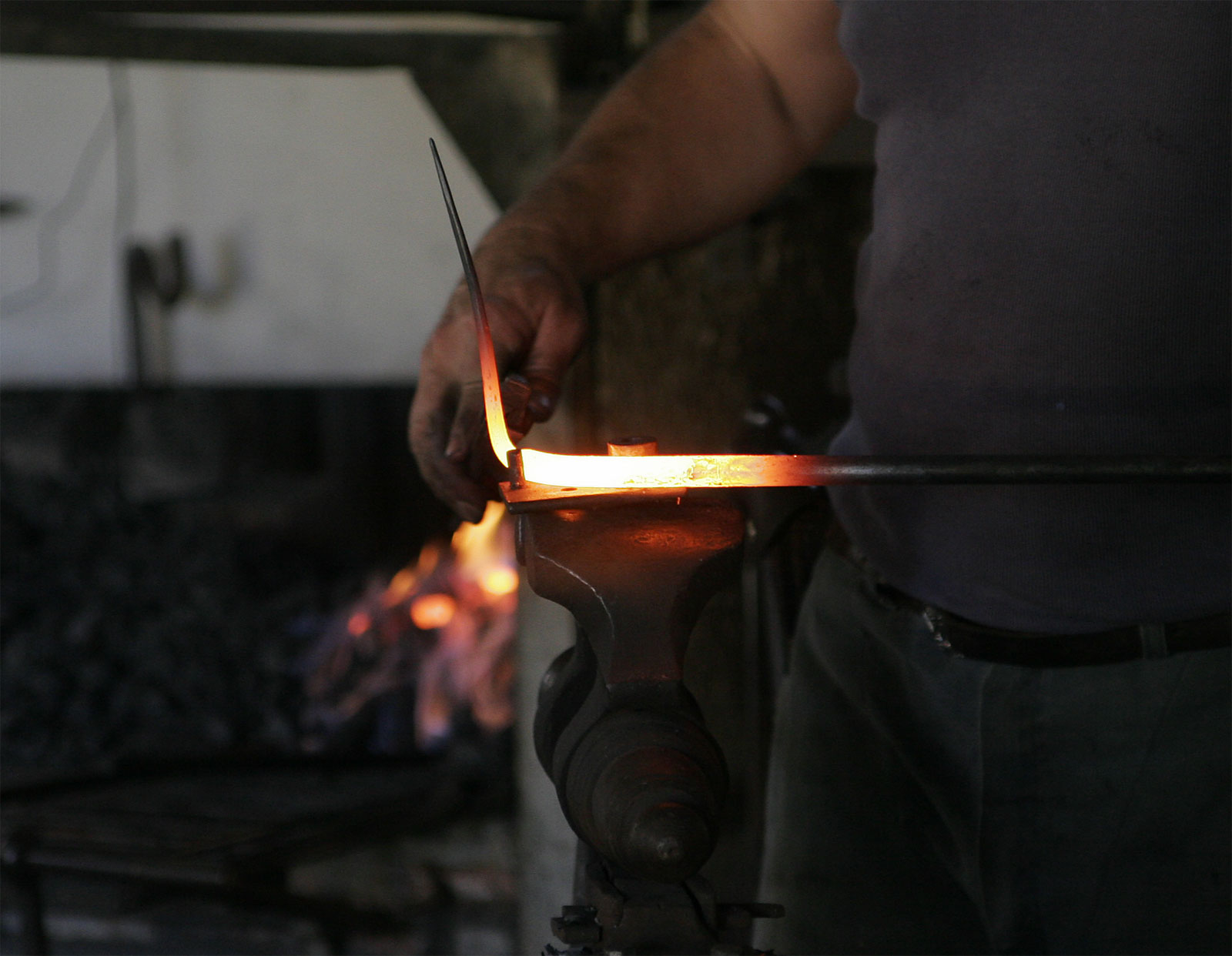
熱した鉄の輝き

黒体放射の波長

黒体放射（こくたいほうしゃ、英: black body radiation）とは、黒体が放出する熱放射である。熱した物質や恒星の発する光が、比較的温度が低いときは赤っぽく、温度が高いほど青白くなる理由は、黒体放射の温度特性によるものである。

## 概要
黒体放射の色は、プランクの放射式によって解析することができ、黒体の温度によって決まる。
理想的な黒体放射をもっとも再現するとされる空洞放射が温度のみに依存するという法則は、1859年にグスタフ・キルヒホフにより発見された。以来、空洞放射のスペクトルを説明する理論が研究され、最終的に1900年にマックス・プランクによりプランク分布が発見されたことで、その理論が完成された。
物理的に黒体放射をプランク分布で説明するためには、黒体が電磁波を放出する（電気双極子が振動する）ときの振動子の量子化を仮定する必要がある（プランクの法則）。つまり、振動子が持ちうるエネルギー (E) は振動数 (ν) の整数倍に比例しなければならない。
E = nhν (n = 0, 1, 2, ...)
この比例定数 h = 6.626×10-34 [J・s] は、後にプランク定数とよばれ、物理学の基本定数となった。これは、物理量は連続な値をとり特定の最小値を持たない、とする古典力学と反する仮定であったが、1905年にアルベルト・アインシュタインがこのプランクの量子化の仮定と光子の概念とを用いて光電効果を説明したことにより、この量子化の仮定に基づいた量子力学が築かれることとなった。